# Trichogatha variegata
Trichogatha variegata är en fjärilsart som beskrevs av Bethune-Baker 1906. Trichogatha variegata ingår i släktet Trichogatha och familjen nattflyn. Inga underarter finns listade i Catalogue of Life.